# Clarence Holmes
Clarence Holmes, también conocido como Ready Rock C, fue el tercer miembro del grupo hip hop DJ Jazzy Jeff & The Fresh Prince, pero dejó el grupo en 1990. Clarence Holmes denunció a Will Smith y Jazzy Jeff en 1997 debido a numerosos problemas con los derechos de autor. Holmes perdió el caso.
Murió el 29 de diciembre de 2017 a la edad de 54 años.